# 權力的48條法則
《權力的48條法則》（英語：The 48 Laws of Power）為美國作家羅伯特·格林於1998年出版的一本非虛構著作。本書為暢銷書，於全美國賣出超過120萬本，尤其受到不少名人和服刑中的囚犯喜愛。

## 背景
格林回憶，讓自己決定要撰寫本書的動機源自自己在好萊塢擔任編劇時的經驗，他注意到當今社會的統治菁英在許多特質上和歷史上一些權傾一時的人物並無不同。1995年，當時在義大利法布立卡藝術暨媒體學校擔任駐校作家的格林遇到了書籍包裝商約斯特·埃爾弗斯。六個月後，格林將自己
想要寫書的想法和書中可能出現的內容概略地和埃爾弗斯討論，埃爾弗斯並建議格林開始擬稿。
儘管當時格林並不喜歡自己的工作，但對於寫書的想法相當猶豫，認為既費時也存在不少風險。 不過，當時格林也在重新溫讀自己最喜歡的一本有關尤利烏斯·凱撒的人物誌，書中凱撒決定跨越盧比孔河向格奈烏斯·龐培宣戰並發動凱撒內戰的事蹟使作者得到啟發，毅然決定完成初稿。初稿便是日後《權力的48條法則》的雛形，由於該書大賣，作者因此稱寫書的決定是自己人生中的一大轉捩點。

## 48條法則
作者列舉的48條法則如下：
| - 第一條：永遠不要蓋過上司的光芒 - 第二條：永遠不要太信任朋友，學會如何利用敵人 - 第三條：隱藏你的意圖 - 第四條：說的永遠比需要的少 - 第五條：不惜用生命捍衛你的名譽 - 第六條：不惜代價，引人注目 - 第七條：讓別人為你效勞，將功勞記在自己名下 - 第八條：讓他人自投羅網——必要時使用誘餌 - 第九條：要用行動取勝，莫靠辯論爭贏 - 第十條：迴避不快樂和不幸之人 - 第十一條：學會保持別人對你的依賴 - 第十二條：有選擇地運用誠實與寬大，讓對手放下武器 - 第十三條：請求幫助時，訴諸對方的自身利益 - 第十四條：裝成朋友的姿態，進行間諜的工作 - 第十五條：徹底根除你的敵人 - 第十六條：利用缺席讓人們更尊敬你，抬高自己的聲望 - 第十七條：讓別人戰戰兢兢，營造高深莫測的氛圍 - 第十八條：不要築起堡壘自我防禦——孤立是危險的 - 第十九條：弄清楚你要對付的人 - 第二十條：不要依附於任何人 - 第二十一條：假裝比你的對手還要傻——借愚取勝 - 第二十二條：運用投降的策略：將弱勢逐漸轉化為力量 - 第二十三條：凝聚你的力量 - 第二十四條：扮演完美的朝臣 | - 第二十五條：重新塑造你的形象 - 第二十六條：潔身自好，保持清白 - 第二十七條：操控人們需要信仰追求的弱點 - 第二十八條：行動時要大膽 - 第二十九條：全盤考慮，計畫到結局 - 第三十條：讓成就的取得顯得不費吹灰之力 - 第三十一條：掌控選擇權：讓別人玩你發的牌 - 第三十二條：利用民眾的夢想 - 第三十三條：找出每個人的缺點 - 第三十四條：你的尊貴你做主，要讓別人像對待君主一樣對你畢恭畢敬，那麼你首先要表現得像個君主一樣 - 第三十五條：學習掌握時機 - 第三十六條：鄙視那些你得不到的東西，忽視它們是最好的報復手段 - 第三十七條：製造令人過目不忘的外在表現 - 第三十八條：想法可以自由，行為要隨大眾 - 第三十九條：攪動池水，才好渾水摸魚 - 第四十條：蔑視免費的午餐 - 第四十一條：盡量避免繼承偉人的衣缽 - 第四十二條：攻擊牧羊人，羊群就會四處奔跑 - 第四十三條：致力於他的情感與心靈 - 第四十四條：運用鏡子效果解除敵人武裝和激怒敢人 - 第四十五條：鼓吹改革的需要，但是不要一次改革太多 - 第四十六條：不要表現得過於完美 - 第四十七條：不要超越你設定的目標，在勝利中學會適時停手 - 第四十八條： 以無形勝有形 |

## 評價
《權力的48條法則》成為一本暢銷書，除了在美國國內熱賣超過120萬本，還被翻譯為24種語言的譯本。《快速企業》雜誌形容本書為一本「如同宗教書籍般的經典」，《洛杉磯時報》則稱讚該書的問世使得作者格林成為「嘻哈歌手、好萊塢菁英和在監囚犯共同仰慕的英雄式教主」。
權力的48條法則據稱也是美國各監獄的圖書館中借閱率頗高的書籍之一，美國一些大學也將此書列為一年級生必讀的書籍之一。知名饒舌歌手50 Cent表示自己深受這本書啟發，決定和作者格林接觸，兩人日後合作出版了《第50條法則》，《第50條法則》也成為格林第二本登上《紐約時報》年度暢銷書榜的著作。巴斯達韻稱《權力的48條法則》使自己在職場上受益良多，更有能力應付有問題的電影製作人。唱片騎師DJ普雷米爾深受書中第5條法則啟發，將「形象是權力的基石」（英語：Reputation is the cornerstone of power）的字眼刺青在自己的手臂上，同樣為唱片騎師的凱文·哈里斯身上也刺有第28條的精神「大膽行動」（英語：Enter with boldness）的刺青。《權力的48條法則》的內容也在UGK、Jay-Z、肯伊·威斯特和德瑞克等流行音樂家的歌曲中被提及。
美國服飾前任首席執行官多夫·查尼在公司內部會議中不時會引述書中提及的法則，查尼還將本書贈送給自己的好友和員工們，並聘請作者格林擔任公司的董事。格林曾稱古巴共產黨已故第一書記菲德爾·卡斯特羅也是本書的讀者之一。《權力的48條法則》在美國部分監獄內被列為禁書。
史丹佛商學研究所教授傑弗瑞·菲弗則批評格林所謂的48條法則都是根據單獨個案提出，沒有做過充分的研究，因此缺乏扎實的理論基礎。《柯克斯書評》批評格林自己的論點缺乏足夠的證據佐證，且48條法則當中不乏互相矛盾之處，因此評價本書「不過是無稽之談」。《新聞週刊》同樣指出格林的法則互相牴觸，還稱格林提出了自《新約聖經》問世以來有關謙遜與晦澀的最佳論點，儘管作者的原意恰恰相反。《董事》雜誌（英語：Director magazine）也稱格林的部分法則相互矛盾，且內容過於「單調和說教」。

## 外部連結
- Power, Seduction and War: The Robert Greene Blog （页面存档备份，存于）（英文）